# Megachile paracallida
Megachile paracallida är en biart som beskrevs av Rayment 1935. Megachile paracallida ingår i släktet tapetserarbin, och familjen buksamlarbin. Inga underarter finns listade i Catalogue of Life.